# 刘祚远
刘祚远（1611年—1673年），字子延，号鹤林，清初政治人物。

## 生平
生於万历三十九年三月初十日（1611年）。崇祯十三年（1640年）三月随山西冀南道佥事思石公往潞安，时潞安正苦寇，公尝以时政谋之，鹤林公应答咸中机宜。
清朝入關後，于顺治八年（1651年）八月中式辛卯科举人，順治十二年（1655年）二月中式乙未科二甲五十六名進士，选庶吉士。順治十三年（1656年）正月上命赋万寿诗称旨赐羊酒，二月特授吏科给事中，以族祖刘宪石官大学士，旋里回避候补。順治十四年（1657年）五月，补吏部考功司主事，八月典试陕西，九月移吏部文选司郎中，授奉政大夫。順治十五年（1658年）十月，改吏部稽勋司郎中，順治十六年（1659年）十月升提督四译馆太常寺少卿。順治十七年（1660年）四月十一日升大理寺卿，十二日升直隶巡抚，提督军务，总理粮饷，都察院右副都御史，順治十八年四月三十日归自京师。
康熙四年九月设义仓于城隍庙西，七年九月倡议修城，十一年三月作怡怡图示子侄四人，十二年六月廿二日卒。四十七年府志成，列事功传。

## 家族
父刘鹏翥；为第三子。